# Металісти
Металі́сти (англ. metalhead) — субкультура, натхненна музикою в стилі метал. З'явилася у 1980-х роках.
Найбільш популярна в північній Європі, Німеччині, Франції та Польщі, досить поширена — в північній Америці, має значну кількість прихильників в південній Америці, південній Європі і Японії. На Близькому Сході, за винятком Туреччини, металісти нечисельні і піддаються переслідуванню.

## Світогляд

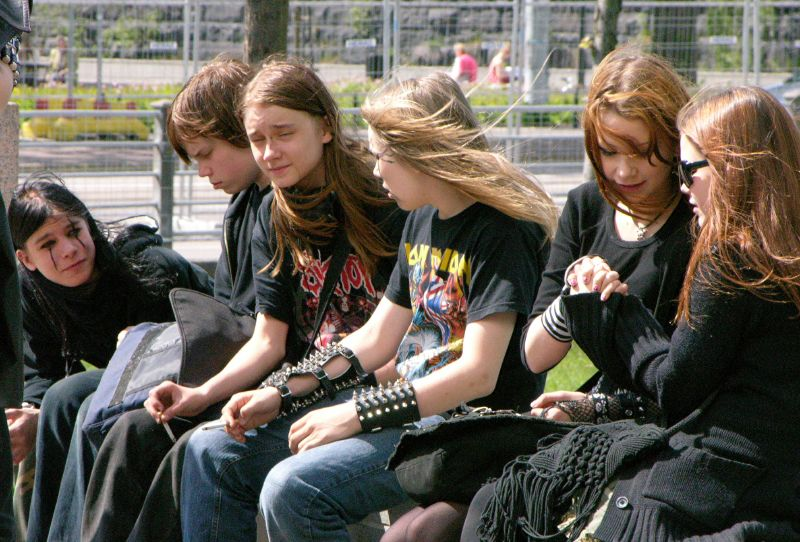
Підлітки-металісти

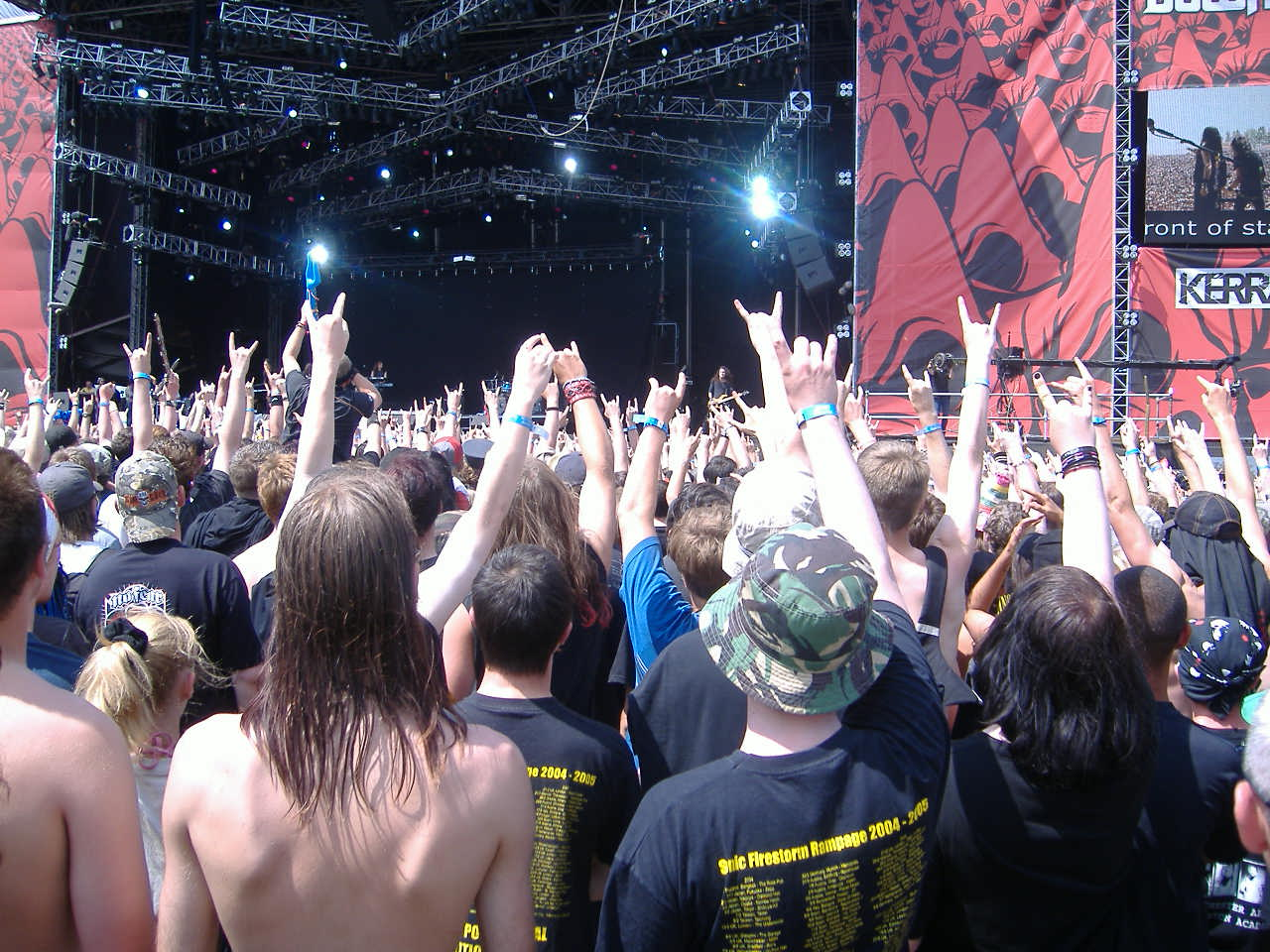
На фестивалі

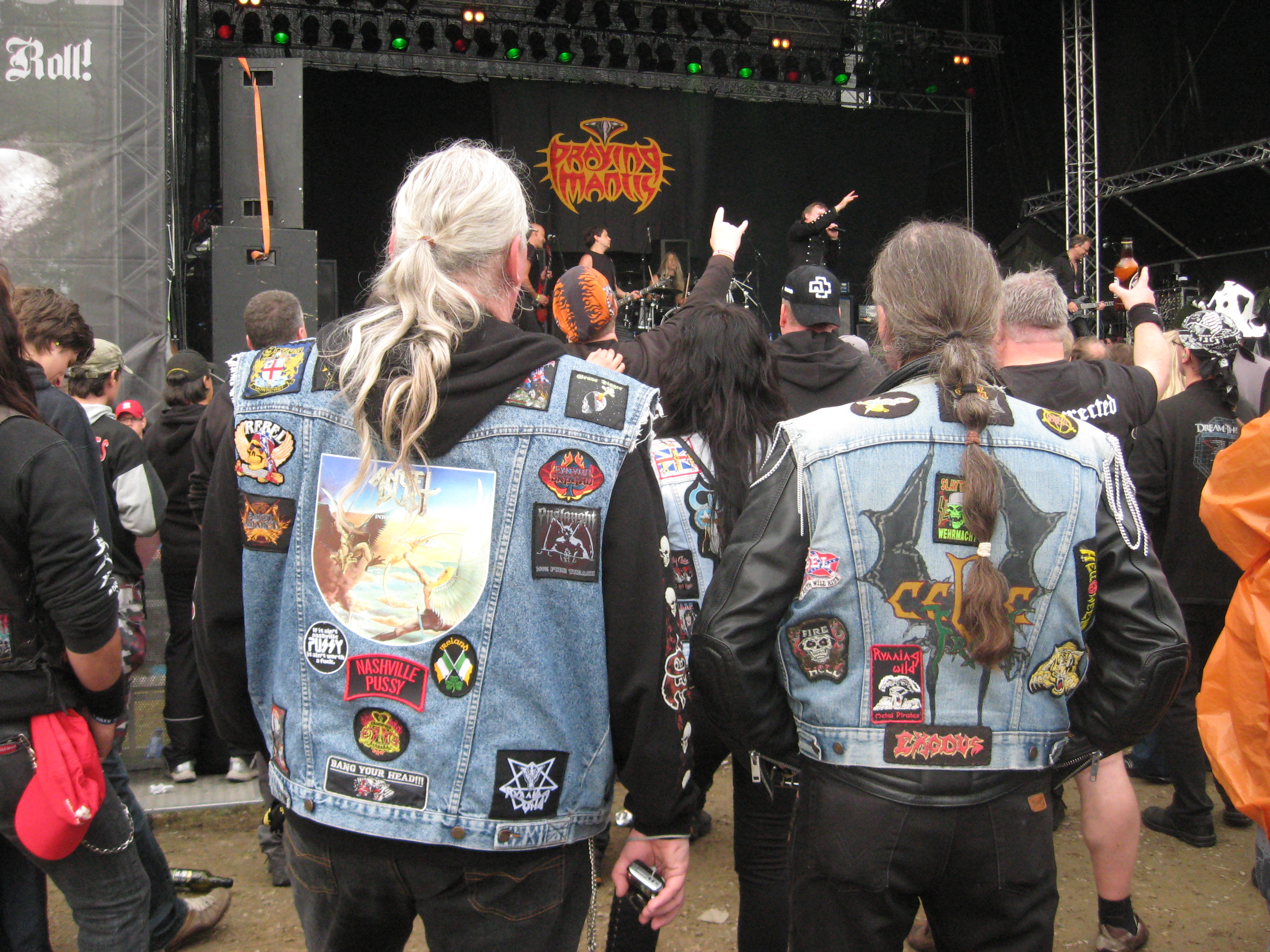
Ветерани руху

На відміну від, наприклад, готів і панків, ідеологічно неоднорідна. Різні угрупування сповідують націонал-соціалізм, анархізм, sXe, мілітаризм чи є затятими аполітиками. Субкультура не об'єднана навколо спільних релігійних поглядів: різні частини сповідують рідновірство, окультні напрямки, сатанізм, християнство чи узагалі є атеїстами. Не зважаючи на велику кількість анти/релігійної і окультної тематики в текстах колективів, вони, як правило, не носять місіонерського характеру і часом сприймається прихильниками як алегорія.
Окремі дослідження стверджують, що інтелектуальний рівень металістів може бути досить високий, а захоплення металом може бути ознакою інтелігентності.. Серед тих з прихильників хто узагалі читає книжки популярні твори котрі справили найбільший вплив на філософію окремих жанрів: Ніцше та різноманітних фантастів і хорорщиків, починаючи від Толкіна з Стокером.
Відомий давній зв'язок металістів з культурою байкерів. Мотоцикли і швидкість свого часу оспівувалися у традиційному хеві та спід-металі як символ сили і незалежності, тому двоколісні доволі поширені серед металістів. У свою чергу вважається що серед байкерів метал та важкий рок є найпопулярнішою музикою.
Металісти асоціюються з вживанням наркотиків та алкоголю. «Sweet Leaf» та «Opium» від Black Sabbath і Moonspell відповідно, як і переспів «Drug me» (Dead Kennedys) у виконанні Sepultura — класика демонстрації закликів до того. У той же час окремі субжанри популяризують боротьбу з нарко чи алко залежністю чи принаймні, як-то Metallica у «Master of Puppets», попереджають про її небезпеку.
На відміну від переважної більшості, інших «музичних» субкультур щодо своїх музичних «кумирів», не схильні до «ідолопоклонства» та ідеалізації виконавців металу хоча також присутня культура фан-клубів, придбання символіки і аксесуарів з лого колективів, підтримка на концертах тощо на ознаку поваги до конкретних музикантів. Значною мірою подібний лад склався через те що кордонів між виконавцями, технічним персоналом, видавцями та фанами майже не існує, а нововведення в екстремальність музики майже завжди йшли з боку фанів, які брали інструменти в руки, маючи намір обійти своїх наставників, або від відрази до комерціалізації їх улюбленої музики і втручанню корпорацій в справи андерграунду.

## Зовнішній вигляд
У 80-ті роки мода у світі металу частково визначалася популярністю глем-металу: переважали барвисті «кольорові» речі, косухи, уведені до вжитку в кінці 1978 року, білі кросівки тощо. В кінці 80-х — початку 90-х сформувався більш практичний стиль з переважаючим чорним кольором: значною мірою джинсовий одяг та шкірянки. Згодом додалися різноманітні елементи армійського камуфляжу. Від середини 90-х — початку 2000-х стиль одягу на концертах значною мірою визначали виконавці блек-металу, його невдовзі наслідували дез-металісти, котрі до того часу виступали у драній джинсі чи спортивних костюмах.
Опісля популяризації ню металу та загалом альтернативних напрямків поціновувачів цих жанрів узагалі стало неможливо відрізнити від котрогось репера чи хіп-хопера: звичайні молодіжні барвисті провислі, «з певним запасом розміру», речі. Серед прихильників важкої музики також чимало тих, хто байдуже, іронічно, а то і негативно відноситься до «дрес-коду», але при цьому не менше цікавиться безпосередньо музичною складовою.
Також, серед представників субкультури, популярні тату та пірсинг.

## Символіка
Найпоширеніший характерний жест металістів, «коза» — піднятий вгору кулак з розтисненими мізинцем і вказівним пальцем, і долонею направленою вперед. Аналогічний жест (Karana mudra) прийнятий в буддійській традиції. Популяризований Роні Діо, який стверджував, що цього жесту його навчила бабуся. Трактується і як старовинний жест для відганяння злих духів, і як сатанинський жест (роги Сатани), і як сучасне позначення букви «u» (аналогічно «жесту Черчилля», — рука стиснута в кулак, розтиснуті тільки середній і вказівний палець, — що позначає букву «V») як скорочення від «unity», себто «єдність» — привітання «брата по крові». З часом жест почав використовуватися й іншими музичними субкультурами.
Серед загальної символіки притаманної конкретним жанрам одними з найпопулярніших є «череп» — треш, «пентаграма» та «перевернутий хрест» — блек, «свастика», «кельтський хрест» та інший, притаманний конкретному регіону арійський символізм — НСБМ та язичницький метал.

## Металісти в Україні
В Україні субкультура значною мірою не поширена, хіба що в центральних регіонах. Найбільш поширені жанри серед металістів в Україні: альтернативний метал, дез-метал та фолк-метал.